# Grand Prix Sezon 1931
Sezon Grand Prix 1931 – kolejny sezon z cyklu Wyścigów Grand Prix oraz Mistrzostw Europy AIACR. Mistrzem Europy został Włoch Ferdinando Minoia.

## Podsumowanie Sezonu

### Grand Prix zaliczane do Mistrzostw Europy
| Nr | Data       | Grand Prix         | Tor               | Zwycięzca (kierowcy)    | Zwycięzca (konstruktorzy) | Wyniki |
| -- | ---------- | ------------------ | ----------------- | ----------------------- | ------------------------- | ------ |
| 1  | 24 maja    | Grand Prix Włoch   | Monza             | Giuseppe Campari        | Alfa Romeo                | Wyniki |
| 1  | 24 maja    | Grand Prix Włoch   | Monza             | Tazio Nuvolari          | Alfa Romeo                | Wyniki |
| 2  | 21 czerwca | Grand Prix Francji | Montlhéry         | Louis Chiron            | Bugatti                   | Wyniki |
| 2  | 21 czerwca | Grand Prix Francji | Montlhéry         | Achille Varzi           | Bugatti                   | Wyniki |
| 3  | 12 lipca   | Grand Prix Belgii  | Spa-Francorchamps | William Grover-Williams | Bugatti                   | Wyniki |
| 3  | 12 lipca   | Grand Prix Belgii  | Spa-Francorchamps | Caberto Conelli         | Bugatti                   | Wyniki |

### Pozostałe Grand Prix
Na żółto zaznaczono wyścigi Grandes Épreuves niezaliczane do Mistrzostw Europy.
| Data            | Grand Prix                | Tor           | Zwycięzca (kierowcy)    | Zwycięzca (konstruktorzy) | Wyniki |
| --------------- | ------------------------- | ------------- | ----------------------- | ------------------------- | ------ |
| 29 marca        | Grand Prix Tunisu         | Kartagina     | Achille Varzi           | Bugatti                   | Wyniki |
| 6 kwietnia      | Circuit d'Esterel Plage   | Saint-Raphaël | Philippe Étancelin      | Bugatti                   | Wyniki |
| 19 kwietnia     | Grand Prix Monako         | Monaco        | Louis Chiron            | Bugatti                   | Wyniki |
| 26 kwietnia     | Circuito di Alessandria   | Alessandria   | Achille Varzi           | Bugatti                   | Wyniki |
| 10 maja         | Targa Florio              | Madonie       | Tazio Nuvolari          | Alfa Romeo                | Wyniki |
| 10 maja         | Grand Prix Picardy        | Péronne       | "Ivernel"               | Bugatti                   | Wyniki |
| 17 maja         | Grand Prix Casablanki     | Anfa Circuit  | Stanisław Czaykowski    | Bugatti                   | Wyniki |
| 6 czerwca       | Grand Prix Irlandii       | Dublin        | Norman Black            | MG                        | Wyniki |
| 7 czerwca       | Grand Prix Genewy         | Meyrin        | Marcel Lehoux           | Bugatti                   | Wyniki |
| 7 czerwca       | Grand Prix Rzymu          | Littorio      | Ernesto Maserati        | Maserati                  | Wyniki |
| 7 czerwca       | Grand Prix Lwowa          | Lwów          | Hans Stuck              | Mercedes-Benz             | Wyniki |
| 7 czerwca       | Eifelrennen               | Nürburgring   | Rudolf Caracciola       | Mercedes-Benz             | Wyniki |
| 5 lipca         | Grand Prix de la Marne    | Reims-Gueux   | Marcel Lehoux           | Bugatti                   | Wyniki |
| 5 lipca         | Circuit du Vaucluse       | Awinion       | Frédéric Toselli        | Bugatti                   | Wyniki |
| 19 lipca        | Grand Prix Niemiec        | Nürburgring   | Rudolf Caracciola       | Mercedes-Benz             | Wyniki |
| 26 lipca        | Grand Prix Dieppe         | Dieppe        | Philippe Étancelin      | Alfa Romeo                | Wyniki |
| 2 sierpnia      | Coppa Ciano               | Montenero     | Tazio Nuvolari          | Alfa Romeo                | Wyniki |
| 2 sierpnia      | Avusrennen                | AVUS          | Rudolf Caracciola       | Mercedes-Benz             | Wyniki |
| 2 sierpnia      | Circuit du Dauphiné       | Grenoble      | Philippe Étancelin      | Alfa Romeo                | Wyniki |
| 16 sierpnia     | Grand Prix Comminges      | Saint-Gaudens | Philippe Étancelin      | Alfa Romeo                | Wyniki |
| 16 sierpnia     | Coppa Acerbo              | Pescara       | Giuseppe Campari        | Alfa Romeo                | Wyniki |
| 6 września      | Grand Prix Monzy          | Monza         | Luigi Fagioli           | Maserati                  | Wyniki |
| 13 września     | Grand Prix de la Baule    | La Baule      | William Grover-Williams | Bugatti                   | Wyniki |
| 27 września     | Grand Prix Czechosłowacji | Brno          | Louis Chiron            | Bugatti                   | Wyniki |
| 27 września     | Grand Prix Brignoles      | Brignoles     | René Dreyfus            | Bugatti                   | Wyniki |
| 17 października | Mountain Championship     | Brooklands    | Henry Birkin            | Maserati                  | Wyniki |

## Klasyfikacja generalna
| Poz | Kierowca                | ITA | FRA | BEL | Pkt |
| --- | ----------------------- | --- | --- | --- | --- |
| 1   | Ferdinando Minoia       | 2   | 6   | 3   | 9   |
| 2   | Giuseppe Campari        | 1   | 2   | NU  | 9   |
| 3   | Baconin Borzacchini     | NU  | 2   | 2   | 11  |
| 4   | Albert Divo             | 3   | 7   | NU  | 12  |
| =   | Guy Bouriat             | 3   | 7   | NU  | 12  |
| =   | Achille Varzi           | NU  | 1   | NU  | 12  |
| =   | Louis Chiron            | NU  | 1   | NU  | 12  |
| 8   | Tazio Nuvolari          | NU  | 11  | 2   | 13  |
| 9   | Jean-Pierre Wimille     | 4   | NU  | 7   | 14  |
| =   | Jean Gaupillat          | 4   | NU  | 7   | 14  |
| =   | William Grover-Williams |     | NU  | 1   | 14  |
| =   | Caberto Conelli         |     | NU  | 1   | 14  |
| 13  | Boris Iwanowski         | 5   | NU  | 5   | 15  |
| =   | Henri Stoffel           | 5   | NU  | 5   | 15  |
| =   | Giovanni Minozzi        |     | 11  | 3   | 15  |
| 16  | Henry Birkin            |     | 4   | 4   | 16  |
| =   | Jean Pesato             |     | 10  | 6   | 16  |
| =   | Pierre Félix            |     | 10  | 6   | 16  |
| =   | Brian Lewis             |     | 12  | 4   | 16  |
| 20  | Pietro Ghersi           | 8   | 8   |     | 17  |
| =   | Robert Sénéchal         | 9   | 5   |     | 17  |
| 22  | Goffredo Zehender       |     | 6   | NU  | 18  |
| 23  | Clemente Biondetti      |     | 3   |     | 19  |
| =   | Luigi Parenti           |     | 3   |     | 19  |
| 25  | Francesco Pirola        | 6   |     |     | 20  |
| =   | Giovanni Lurani         | 6   |     |     | 20  |
| =   | Amedeo Ruggeri          | 7   |     |     | 20  |
| =   | Renato Balestrero       | 7   |     |     | 20  |
| =   | George Eyston           |     | 4   |     | 20  |
| =   | René Dreyfus            |     | 8   |     | 20  |
| =   | René Ferrant            |     | 9   |     | 20  |
| =   | Louis Rigal             |     | 9   |     | 20  |
| =   | Earl Howe               |     | 12  |     | 20  |
| 34  | Umberto Klinger         | 8   |     |     | 21  |
| =   | Roberto di Vecchio      | NU  |     |     | 21  |
| =   | Gerolamo Ferrari        | NU  |     |     | 21  |
| =   | Marcel Lehoux           | NU  | NU  |     | 21  |
| =   | Philippe Étancelin      | NU  | NU  |     | 21  |
| =   | Emilio Eminente         |     | NU  |     | 21  |
| =   | Edmond Bourlier         |     | NU  |     | 21  |
| =   | Georges d'Arnoux        |     | NU  |     | 21  |
| =   | Max Fourny              |     | NU  |     | 21  |
| =   | Charles Montier         |     |     | 8   | 21  |
| =   | "Ducolombier"           |     |     | 8   | 21  |
| =   | François Montier        |     |     | NU  | 21  |
| 46  | Enzo Grimaldi           |     | NU  |     | 22  |
| =   | "Borgait"               |     | NU  |     | 22  |
| =   | Luigi Fagioli           |     | NU  |     | 22  |
| =   | Ernesto Maserati        |     | NU  |     | 22  |
| =   | Rudolf Caracciola       |     | NU  |     | 22  |
| =   | Otto Merz               |     | NU  |     | 22  |
| 52  | Alfredo Caniato         | NU  |     |     | 23  |
| =   | "Tortini"               | NU  |     |     | 23  |
| =   | William "Bummer" Scott  |     | NU  |     | 23  |
| =   | S. Armstrong-Payne      |     | NU  |     | 23  |
| =   | Jack Dunfee             |     | NU  |     | 23  |
| Poz | Kierowca                | ITA | FRA | BEL | Pkt |

| Kolor     | Rezultat                             | Punkty |
| --------- | ------------------------------------ | ------ |
| Złoty     | Zwycięzca                            | 1      |
| Srebrny   | 2. miejsce                           | 2      |
| Brązowy   | 3. miejsce                           | 3      |
| Zielony   | Przynajmniej 75% rezultatu zwycięzcy | 4      |
| Niebieski | 50%-75% rezultatu zwycięzcy          | 5      |
| Fioletowy | 25%-50% rezultatu zwycięzcy          | 6      |
| Czerwony  | Poniżej 25% rezultatu zwycięzcy      | 7      |
| Czarny    | Zdyskwalifikowany                    | 8      |
| Biały     | Nie brał udziału                     | 8      |